# Heide (Schwarzenberg)
Heide ist ein Ortsteil der Stadt Schwarzenberg im sächsischen Erzgebirge.

## Geschichte

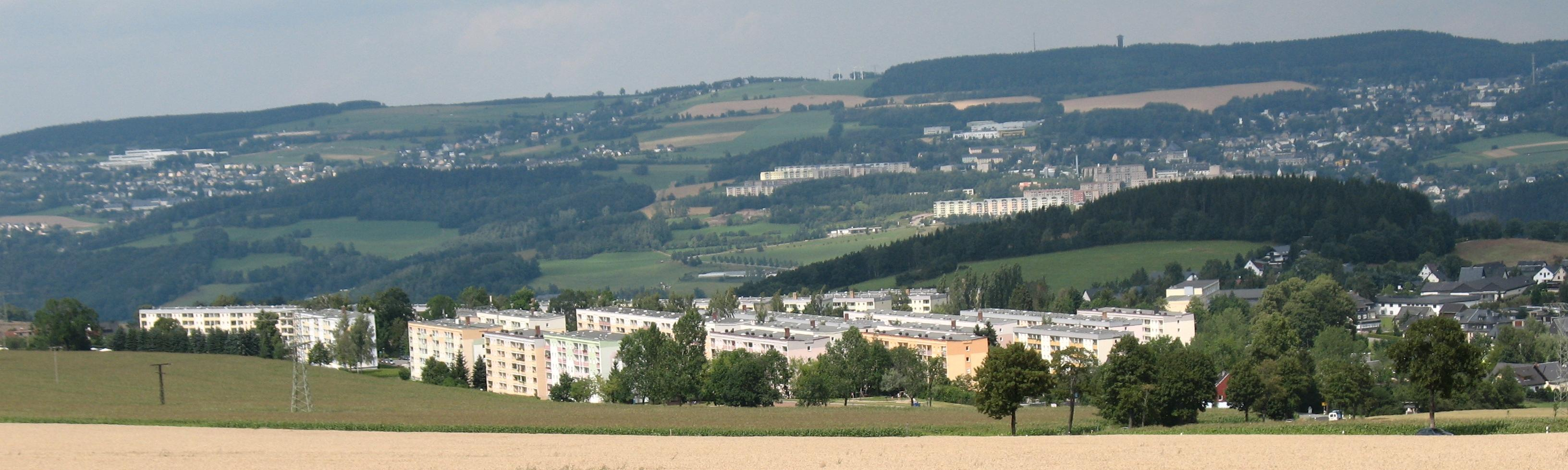
Stadtteil Heide

Um dem gestiegenen Bedarf an Wohnraum gerecht zu werden, entstand in den 1970er-Jahren in der Nähe bestehender einzeln bebauter Grundstücke und in geschlossener Bauweise errichteter Altneubauten aus den 1950er-Jahren der Kern des Stadtteils als Wohngebiet "West" mit mehrgeschossigen Wohnhäusern in industrieller Plattenbauweise. Zwischenzeitlich in "Wilhelm-Pieck-Wohngebiet" umbenannt, erhielt der Stadtteil nach der Wende seinen heutigen Namen. Bis zur Mitte der 2000er-Jahre wurden die Großwohnbestände und das Wohnumfeld auch mit Hilfe von Bund-Länder- und Landesprogrammen umfassend modernisiert. Lage und Mietpreise ziehen vor allem Menschen mit niedrigem Einkommen an.
Der Stadtteil ist heute Standort einer Grundschule, des Hauses 2 des Bertolt-Brecht-Gymnasiums, einer Kindertagesstätte und eines Ärztehauses.